# Der Hund der Baskervilles (2002)
Der Hund der Baskervilles (Originaltitel: The Hound of the Baskervilles) ist ein britischer Fernsehfilm aus dem Jahr 2002 des Regisseurs David Attwood für die BBC. Der Film basiert auf dem Roman Der Hund von Baskerville von Arthur Conan Doyle mit den Figuren Sherlock Holmes und Dr. Watson, die von Richard Roxburgh und Ian Hart gespielt werden.

## Handlung

### Abweichungen vom Roman
- Die Handlung spielt nicht im Oktober, sondern im Dezember.
- Der Spazierstock-Dialog am Anfang des Buches fehlt.
- Im Vorspann ist Selden auf der Flucht vor zwei Polizisten, die bei der Jagd auf ihn im Moor einsinken und umkommen. Selden hat als Sträfling eine Tätowierung auf seinen Handrücken bekommen, woran Holmes erkennt, dass der Tote nicht Sir Henry, sondern der Sträfling ist.
- Der Hund aus der Legende tötet Sir Hugo nicht, weil er auf der Jagd nach einem Mädchen seine Seele der Hölle versprach, sondern weil sein Herrchen die Frau von Sir Hugo war. Sie wurde von ihren Mann getötet, weil er dachte, sie betrüge ihn mit jemand anders. Der Hund ist daher auf der Ahnengalerie zu sehen.
- Sir Charles hatte eine Affäre mit Beryl Stapleton.
- Holmes nimmt Kokain, obwohl er einen Fall zu lösen hat (die Szene wurde aus der deutschen Fassung geschnitten).
- Watson erzählt während eines Dinners über Holmes. Diese Elemente wurden aus Eine Studie in Scharlachrot verwendet.
- Stapleton ruft den frei laufenden Hund mit einer Pfeife.
- Watson ist verärgert, als er entdeckt, dass Holmes ihm heimlich nachgereist ist, und kann ihm nicht mehr vertrauen.
- Holmes bricht bei Stapleton ein, um Nachforschungen anzustellen.
- Holmes raucht keine Pfeife, sondern Zigaretten.
- Selden wird wegen grausamen Mordes an seinen Eltern gesucht. Er wurde damals nur deshalb nicht gehängt, weil er zur Tatzeit noch 16 war. Hätte man ihn nach seinem Ausbruch geschnappt, wäre er hingerichtet worden.
- Laura Lyons und Mr. Frankland kommen nicht vor, dafür ein alter, etwas sonderbarer, geschwätziger Kutscher.
- Der Taxi-Fahrer wird nicht freundlich ausgefragt bzw. mit einem Shilling bestochen, sondern rüde von Holmes mit dem Spazierstock zum Sprechen gebracht.
- Das Telegram an Baskerville Hall, in dem gefragt wird, ob Barrymore in London war, kommt nicht vor.
- Stapleton ist kein Schmetterlingsjäger, sondern Archäologe, der Knochen und Schalen von ausgestorbenen Tieren ausgräbt und ausstellt. Er begehrt Holmes’ Schädel, da dieser laut eigener Aussage den Umfang eines normalen Menschen weit überschreitet.
- Mrs. Mortimer führt eine spiritistische Sitzung (Séance) durch. Die Szene wurde aus der Verfilmung von 1939 entlehnt. Sie fragt den Geist von Sir Charles, wovor er weggerannt sei. Als sie in Trance mit verstellter Stimme den Hund beschreibt, erscheint das Untier am Fenster (wie man später erfährt, gerufen durch die Hundepfeife von Stapleton).
- Selden wird in der Küche von Baskerville Hall von Sir Henry ertappt, wirft ihn zu Boden und ergattert ein Stück Fleisch, bevor er vor dem hinzukommenden Dr. Watson durch eine Fensterscheibe flüchtet.
- Dr. Watson könnte Selden mit seinem Revolver töten, tut es aber nicht, weil dieser unbewaffnet und mit dem Rücken zu ihm auf der Flucht ist.
- Barrymore nutzt einen Geheimgang, um seinem Schwager Selden Signale am Fenster zu geben. Seine Frau behauptet zunächst, er mache dies wegen einer Affäre mit einer anderen Frau. Holmes verrät erst nach dem Tod von Selden, dass dieser der Bruder von Mrs. Barrymore war und ihm die Signale galten.
- Die Schule, in der die Stapletons früher tätig waren, entfällt.
- Sir Henry kommt am Ende nicht mit dem Schrecken davon, sondern wird vom Hund gebissen und muss notärztlich versorgt werden.
- Stapletons Motiv ist Rache für seinen Vater Rodger Baskerville, nicht allein die Erlangung des Erbes.
- Stapleton erhängt seine Frau, als sie sich weigert, weiterhin seine Komplizin zu sein.
- Jack Stapleton wird von Dr. Watson erschossen, als dieser den im Moor eingesunkenen Holmes erschießen will. Holmes muss von Watson schließlich aus dem Moor gerettet werden.

### Anlehnung an andere Verfilmungen
Der Film orientiert sich in einigen Abweichungen von der Buchvorlage an älteren Verfilmungen:
- An der Kinoadaption von 1939 mit Basil Rathbone: Beide Filme beginnen mit dem Urteil des Richters über Sir Charles’ Tod. Auch die Séance, an der alle Bewohner Grimpens teilnehmen und während der Mrs. Mortimer (deren Figur im Buch nicht existiert) versucht, Kontakt mit dem toten Sir Charles aufzunehmen, kommt in der Fassung von 1939 bereits vor.
- Aus einer Verfilmung aus dem Jahr 1988 mit Jeremy Brett, die innerhalb der TV-Serie Sherlock Holmes produziert wurde, entlieh man hauptsächlich den Stil der Landschaftsaufnahmen sowie die Szene mit den Polizisten auf dem Bahnsteig.

## Hintergrund
- Dies ist die einzige Filmfassung des Romans, die im deutschen Sprachraum den korrekten Titel Der Hund der Baskervilles trägt.
- Die deutsche Fassung wurde erheblich gekürzt. So fehlt eine Szene, in der Holmes’ Drogenkonsum thematisiert wird. Außerdem wurde die Anfangsszene mit den Aussagen vor dem Untersuchungsrichter um drei Minuten gekürzt.
- Die im Auftrag der BBC entstandene Fernsehproduktion wurde von Tiger Aspect Productions hergestellt.

## Auszeichnungen
Der Film wurde 2003 für den BAFTA TV Award nominiert in der Kategorie Best Sound (Fiction/Entertainment) an Clive Copland, Paul Hamblin, Lee Crichlow und Beckie Ponting.